# پرواز شماره ۲۲۱۶ ججو ایر
پرواز شماره ۲۲۱۶ ججو ایر یک پرواز بین‌المللی برنامه‌ریزی‌شده از فرودگاه بین‌المللی سووارنابومی در نزدیکی بانکوک، تایلند، به فرودگاه بین‌المللی موان در موان، کره جنوبی بود. در تاریخ ۲۹ دسامبر ۲۰۲۴، یک هواپیمای بوئینگ ۷۳۷–۸۰۰ که این پرواز را انجام می‌داد، پس‌از فرود در فرودگاه بین‌المللی موان، از باند خارج شده و به یک مانع برخورد کرد. از ۱۸۱ سرنشین، ۱۷۹ نفر جان خود را از دست دادند و ۲ نفر با جراحات جان سالم به در بردند.
این حادثه مرگبارترین سانحه هوایی برای یک شرکت هواپیمایی کره‌ای از زمان سقوط پرواز شماره ۸۰۱ کورین ایر در گوام در سال ۱۹۹۷ بود و همچنین مرگبارترین حادثه‌ای بود که در خاک کره جنوبی رخ داده است، به طوری که از سقوط پرواز شماره ۱۲۹ ایر چاینا در سال ۲۰۰۲ پیشی گرفت. این حادثه اولین سانحه مرگبار در تاریخ ۱۹ سالهٔ شرکت ججو ایر بود. همچنین این حادثه مرگبارترین فاجعه هوایی سال ۲۰۲۴ تا به امروز است.

## پس‌زمینه

### هواپیما
این هواپیما یک بوئینگ ۷۳۷–۸۰۰ بود که به نام HL8088 ثبت شده است. و مجهز به دو موتور سی‌اف‌ام اینترنشنال سی‌اف‌ام۵۶ بود. این هواپیما برای اولین بار در ۱۹ اوت ۲۰۰۹ پرواز کرد و به‌عنوان EI-EFR به رایان‌ایر تحویل داده شد. رایان‌ایر این هواپیما را تا سال ۲۰۱۷ اجاره کرد و پس‌از آن به ججو ایر منتقل شد. کمتر از یک ماه قبل‌از حادثه، ججو ایر پس‌از تعلیق ناشی از دنیاگیری کرونا، خدمات بین‌المللی منظم خود را در فرودگاه بین‌المللی موآن از سر گرفته بود و هواپیمای درگیر چهار پرواز در هفته بین فرودگاه و بانکوک انجام می‌داد. سرویسی که ججو ایر تازه در ۸ دسامبر آغاز کرده بود.

### مسافران و خدمه

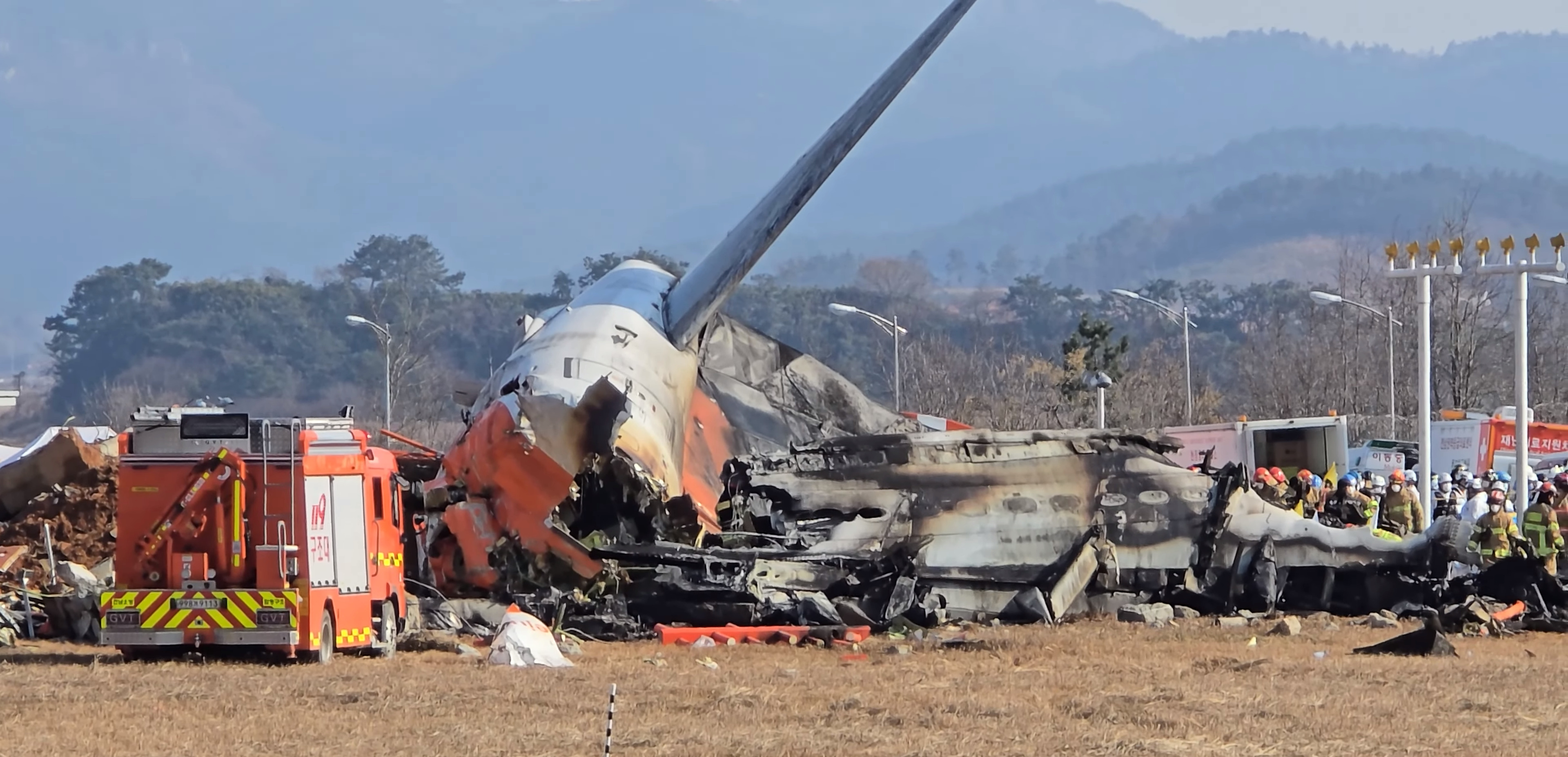
پرواز شماره ۲۲۱۶ ججو ایر

از ۱۷۵ مسافر، دو نفر اتباع تایلند و ۱۷۳ نفر دیگر اهل کره جنوبی بودند. مسن‌ترین سرنشین هواپیما مردی بود که در سال ۱۹۴۶ متولد شده بود و جوان‌ترین آنها در سال ۲۰۲۱ به دنیا آمده بود. از ۱۸۱ سرنشین هواپیما، ۸۲ نفر مرد و ۹۳ نفر زن بودند. همچنین پنج نفر از مسافران زیر ۱۰ سال سن داشتند.
بیشتر مسافران از یک تور پنج روزه کریسمس در بانکوک به خانه برمی‌گشتند و آژانس مسافرتی که تور را برگزار می‌کرد هواپیما را اجاره کرده بود. گزارش شده است که سیزده مسافر از مقامات فعال یا سابق دولتی در سطح استانی یا محلی/شهری، هشت نفر از کارمندان فعلی یا سابق دولت از شهرستان هواسون و پنج نفر از افسران اداری اداره آموزش‌وپرورش استان جئولا جنوبی بودند.
خلبان یک (کاپیتان)، از سال ۲۰۱۹ کارمند ججو ایر بود و بیش از ۶۸۲۰ ساعت تجربه پرواز داشت. و کمک‌خلبان (افسر اول) بیش از ۱۶۵۰ ساعت تجربه پرواز داشت. خدمه نیز شامل چهار مهماندار بود. دو نفری که روی صندلی‌های پرش عقب نشسته بودند، تنها بازمانده‌های حادثه هستند که هوشیار بودند. آنها جراحات متوسط تا جدی، ازجمله یکی از آنها شکستگی در دنده‌ها، کتف و ستون فقرات بالایی، متحمل شد. و دیگری با جراحت از ناحیه مچ پا و سر. هر دو قبل از انتقال به بیمارستانی در سئول، در بیمارستان‌های جداگانه در موکپو تحت‌درمان قرار گرفتند. به نظر می‌رسید که هر دو نجات‌یافته سرگردان بودند و نمی‌توانستند آنچه را که بلافاصله پس‌از حادثه اتفاق افتاده بود را به‌خاطر بیاورند.
در مجموع ۱۷۹ نفر طی این حادثه کشته شدند. مقامات آتش‌نشانی محلی گفتند که مسافران پس‌از برخورد با مانع از هواپیما به بیرون پرت شدند و این اتفاق شانس کمی برای زنده ماندن آنها باقی گذاشت. آتش‌نشانان گفتند که برخی از اجساد در فاصله ۱۰۰ تا ۲۰۰ متری (۳۳۰ تا ۵۵۰ فوت) از محل سقوط، پراکنده شده‌اند در حالی که برخی دیگر در میان لاشه‌ها مثله شده یا سوخته شده‌اند.